# Mizonocara inornata
Mizonocara inornata är en insektsart som beskrevs av Leo L. Mishchenko 1947. Mizonocara inornata ingår i släktet Mizonocara och familjen gräshoppor.

## Underarter
Arten delas in i följande underarter:
- M. i. inornata
- M. i. insolita